# Collisione aerea del Lago Winnebago
Il 29 giugno 1972, il volo North Central 290 entrò in collisione a mezz'aria con il volo Air Wisconsin 671 sopra il lago Winnebago vicino ad Appleton, Wisconsin, negli Stati Uniti. Entrambi gli aerei caddero nel lago, uccidendo tutte le 13 persone a bordo di entrambi gli aerei.

## Cronologia dei voli

### Volo North Central Airlines 290
Il volo 290 della North Central Airlines era un volo di linea regolare che di solito aveva origine a Houghton, Michigan, e faceva scalo a Ironwood e Green Bay, Oshkosh e Milwaukee, Wisconsin, prima di terminare a Chicago, Illinois. Il 29 giugno 1972, il maltempo nel Michigan settentrionale rese necessaria la cancellazione delle tratte Houghton-Ironwood e Ironwood-Green Bay, e il volo ebbe origine direttamente a Green Bay, utilizzando un equipaggio sostitutivo inviato da Chicago a Green Bay.
L'aereo del volo, un Convair CV-580, è partito da Green Bay intorno alle 10:30 CDT, procedendo verso Oshkosh secondo le regole del volo a vista (VFR). Alle 10:36:11 CDT, il controllore del traffico aereo di Oshkosh autorizzò il volo 290 ad atterrare. La conferma da parte dell'equipaggio di volo cinque secondi dopo fu l'ultima comunicazione con il volo North Central 290.

### Volo Air Wisconsin 671
Il volo Air Wisconsin 671 era un volo di linea regolare da Chicago ad Appleton, con scalo allo Sheboygan County Memorial Airport a ovest di Sheboygan. Operando con un de Havilland Canada DHC-6 Twin Otter, partì da Chicago alle 9:28 CDT del 29 giugno 1972, diretto a Sheboygan secondo un piano IFR; durante il viaggio, i piloti abbandonarono il piano IFR e completarono la prima tratta volando a vista.
Il Twin Otter partì da Sheboygan con 13 minuti di ritardo, alle 10:23 CDT, diretto ad Appleton, operando sempre con il VFR. Verso le 10:30 CDT, l'equipaggio contattò l'ufficio dell'Air Wisconsin ad Appleton, affermando che prevedevano di arrivare a destinazione alle 10:44 CDT. Questa fu l'ultima comunicazione con il volo Air Wisconsin 671.

## La collisione
Operando in pieno sole sotto uno strato di nuvole sparse, i voli 290 e 671 si scontrarono alle 10:36:47 CDT sul lago Winnebago, a circa sei miglia nautiche (6,9 miglia; 11 km) a sud di Appleton e 2,5 miglia nautiche (2,9 mi; 4,6 km) a est di Neenah, ad un'altitudine di circa 2.500 piedi (762 m). L'ala sinistra del volo 671 colpì l'ala sinistra del volo 290. La collisione provocò un'esplosione che strappò la maggior parte dell'ala del Twin Otter e circa un quarto dell'ala sinistra del CV-580. La collisione lasciò entrambi gli aerei privi di controllo, facendoli schiantare entrambi nel lago Winnebago a circa due miglia nautiche (3,7 km; 2,3 miglia) a est di Neenah Light.
Il National Transportation Safety Board notò che l'equipaggio del North Central avrebbe dovuto guardare verso il sole per vedere l'aereo dell'Air Wisconsin in avvicinamento e concluse che non avevano intrapreso alcuna azione evasiva. Alcuni testimoni oculari credevano che il Twin Otter avesse iniziato una virata pochi secondi prima della collisione, ma l'NTSB non trovò prove sufficienti per concludere che l'equipaggio dell'Air Wisconsin avesse intrapreso una manovra evasiva. La velocità di avvicinamento durante gli ultimi cinque secondi prima della collisione era di 688 piedi/s (469 mph; 755 km/h).

## Gli aerei
Il Convair della North Central coinvolto, N50858, era stato completato come Convair CV-340/440 il 25 maggio 1953; successivamente è stato convertito nel CV-580 standard. Il Twin Otter dell'Air Wisconsin fu completato il 6 ottobre 1966. Entrambi gli aerei andarono distrutti nella collisione e dal successivo impatto con l'acqua. I loro relitti furono trovati sul fondo del lago sparsi su un'area lunga circa 1,6 km e larga 0,8 km.

## Le vittime
Il Convair aveva a bordo due passeggeri e un equipaggio di tre persone (il capitano James Cuzzort, il primo ufficiale Alton Laabs e l'assistente di volo Frances Rabb), mentre sul volo dell'Air Wisconsin erano presenti sei passeggeri e un equipaggio di due persone (il capitano David Jacobs e il primo ufficiale Michael Gaffin). Tutte le 13 persone a bordo dei due aerei morirono nella collisione e nel successivo schianto, e l'NTSB osservò che non era possibile sopravvivere all'incidente.

## Le indagini
Il National Transportation Safety Board pubblicò il suo rapporto sull'incidente il 25 aprile 1973. Non fu "in grado di determinare perché ciascun equipaggio non riuscì a vedere ed evitare l'altro aereo" e concluse che l'incidente fu il risultato di "il fallimento di entrambi gli equipaggi di volo di rilevare visivamente l'altro velivolo in tempo sufficiente per iniziare un'azione evasiva," e dichiarò di ritenere "che la capacità di entrambi gli equipaggi di rilevare l'altro velivolo in tempo per evitare una collisione fosse ridotta a causa delle condizioni atmosferiche e delle limitazioni visive umane." L'NTSB ipotizzò che entrambi gli equipaggi di volo avrebbero potuto scansionare gli strumenti in preparazione alla discesa verso le rispettive destinazioni al momento della collisione, e questo avrebbe potuto ridurre le loro possibilità di avvistarsi a vicenda. Il rapporto rileva inoltre che la decisione di entrambi gli equipaggi di volo di volare in VFR anziché in IFR e il fatto che nessuno dei due capitani abbia richiesto avvisi in volo privò entrambi gli aerei del supporto per il controllo del traffico aereo, e che tale supporto anche ad uno degli aerei l'aereo avrebbe assicurato una separazione sufficiente per evitare una collisione.
L'NTSB raccomandò alla Federal Aviation Administration di creare un metodo standardizzato per l'addestramento e la classificazione degli equipaggi di volo nelle tecniche di ricerca visiva e nella condivisione del tempo tra controlli strumentali e ricerche visive, e che la FAA accelerasse lo sviluppo di sistemi anticollisione.